# 方式关系
方式关系（英語：troponymy）指的是词位之间因“方式”的联系而存在的关系。这个概念由克里斯蒂安妮·费尔巴姆和乔治·A·米勒首次提出。
例如，咕哝、嘟囔、嗫嚅、呻吟、咆哮都是以一种方式“说话”，瞥、盯、瞟、瞅、瞧、瞪、瞄都是以一种方式“看”。  
克里斯蒂安妮·费尔巴姆和乔治·A·米勒给出的例子是 "to nibble is to eat in a certain manner, and to gorge is to eat in a different manner.  Similarly, to traipse or to mince is to walk in some manner."
方式关系也是WordNet数据库的语义网络中动词之间的一种关系。  